# Пассакалья
Пассака́лия, также пассакалья (итал. passacaglia, исп. pasacalle, от pasar ― проходить и calle ― улица) ― провожальная песня, позднее танец испанского происхождения, первоначально исполнявшийся на улице в сопровождении гитары при отъезде гостей с празднества (отсюда и название). Впоследствии жанр инструментальной музыки и связанная с ним разновидность вариационной формы. Характерные черты пассакалии: торжественно-трагический характер, медленный темп, трёхдольный метр, минорный лад, форма вариаций на бассо остинато с первоначальным изложением одноголосной темы в басу. В качестве музыкальной темы пассакалья, наряду с сарабандой, чаконой и фолией, повлияла на общеевропейскую композиторскую практику.

## История
Термин возник в начале XVII века в Испании и применялся для обозначения небольших импровизационных оборотов, исполнявшихся на гитаре между куплетами песни. К концу века с распространением гитарной музыки пассакалия проникла во Францию и Италию, где так стали называть медленный торжественный танец трёхдольного размера с неизменной повторяющейся фигурой в басу. По этим признакам пассакалия близка чаконе, распространившейся в это же время в тех же регионах, и часто оба эти слова взаимозаменяли друг друга, так, Ф. Куперен определил одно из своих сочинений как «Чакона или пассакалия». От чаконы пассакалия отличается началом с сильной доли и более монументальным, торжественным характером.
Пример из эпохи барокко ― пасскалья Архивная копия от 1 ноября 2020 на Wayback Machine Капсбергера для китаррона.
На рубеже XVII―XVIII веков пассакалия стала применяться в опере, где исполнялась обычно в танцевальных сценах в качестве вступления или заключения, либо между танцами. Также пассакалия начинает использоваться как самостоятельное произведение, как правило, написанное для клавесина или органа. Именно в этом качестве этот жанр достигает своего расцвета на рубеже XVII―XVIII веков в творчестве И. С. Баха, Д. Букстехуде, Г. Ф. Генделя, после чего почти исчезает из музыкальной практики.
Эпизодически пассакалию применяли в своих сочинениях композиторы-романтики (Брамс ― финал Четвёртой симфонии, финальный эпизод Вариаций на тему Гайдна; Мендельсон ― Пассакалия до минор для органа), но лишь в XX веке, в связи с общим подъёмом интереса к старинной музыке и полифонии в частности, произошло возрождение этой формы и переосмысление её трактовки. Композиторы XX века обычно включали пассакалью в состав более крупных форм: симфоний, опер и других, значительно реже стали встречаться самостоятельные произведения в этом жанре. Пассакальи встречаются в сочинениях Макса Регера (Интродукция, Пассакалия и фуга си минор для двух фортепиано), Антона Веберна (Пассакалия, ор. 1), Арнольда Шёнберга (монодрама «Лунный Пьеро»), Альбана Берга (опера «Воццек»), Мориса Равеля (фортепианное трио), Пауля Хиндемита («Гармония мира»). Важнейшую роль пассакалия играет в творчестве Дмитрия Шостаковича (в опере «Леди Макбет Мценского уезда», в Восьмой симфонии, в первом скрипичном концерте), трактующего её как драматический, переломный эпизод сонатно-симфонического цикла.

## См.также
- Фолия
- Чакона
- Сарабанда
- Пасскалья о жизни